# Valderas

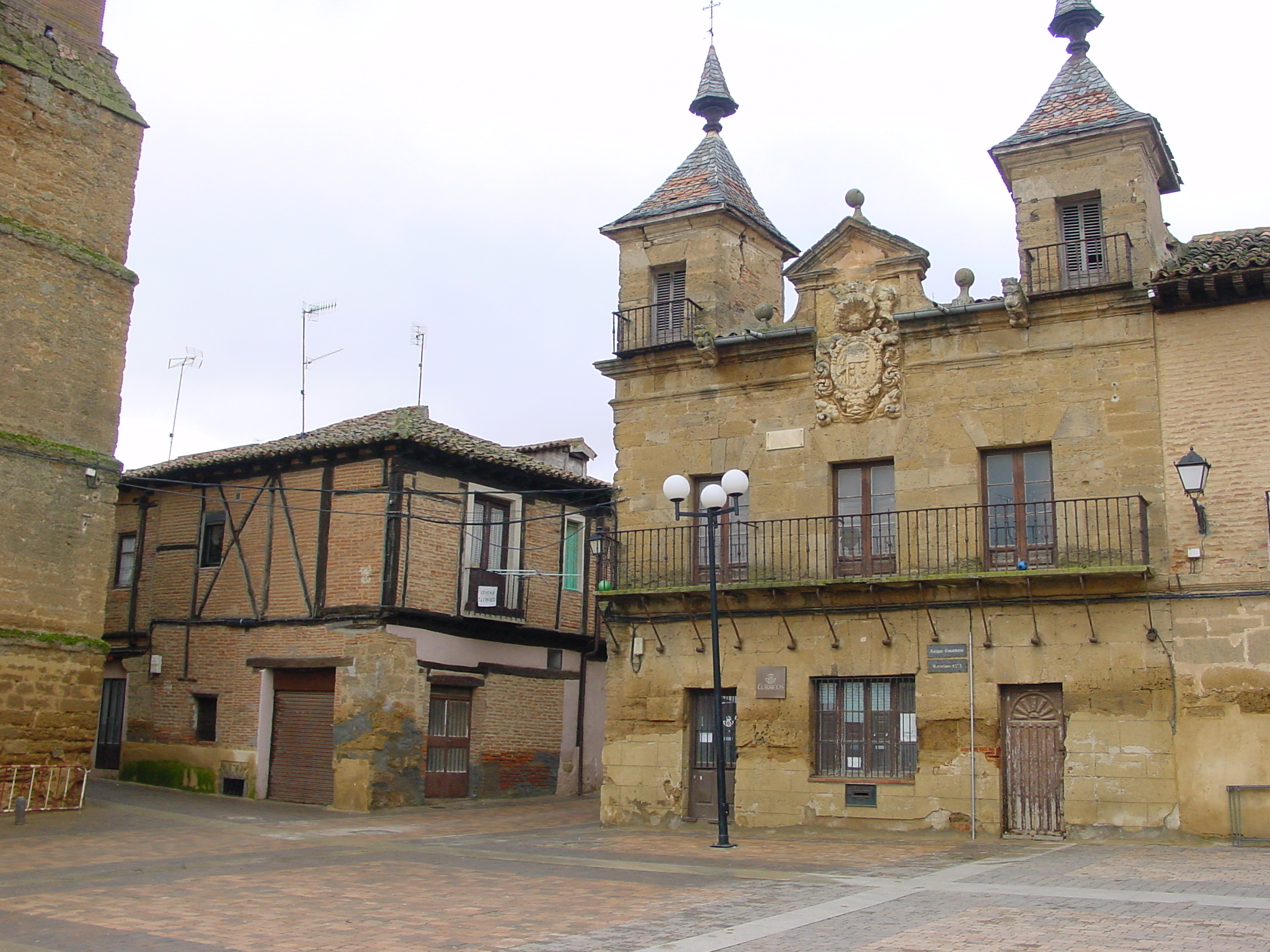
Zabytkowy budynek.

Valderas − miasto w Hiszpanii, w prowincji León, zamieszkiwane w roku 2017 przez 1 719 ludzi.